# Université de Bath Spa
L'université de Bath Spa (Bath Spa university) est une université anglaise située près de Bath. Anciennement collège universitaire, elle reçut son statut d'université à part entière en 2005.

## Histoire
L'histoire de l'université remonte à 1898 avec l'Académie des arts de Bath. En 1975, le Bath College of Education et le Newton Park College of Education ont fusionné pour former le Bath College of Higher Education. En 1992, ce collège a commencé à décerner ses propres diplômes et pris alors le nom de Bath Spa University College (Collège universitaire de Bath Spa). En mars 2005, l'établissement a reçu son statut d'université et en août son nom actuel de Bath spa University.

## Campus
L'université compte environ 4 300 étudiants répartis sur deux campus, à Newton Park et à Sion Hill. L'ancien campus, à 6 km à l'ouest de Bath, est prêté par le Duché de Cornouailles. Le second campus, à Sion Hill, se trouve à Bath et comprend la Bath School of Art and Design.

## Personnalités liées à l'Université

### Professeur
- Olivette Otele, professeure d'Histoire depuis 2018

### Étudiants
- Mariajo Ilustrajo, illustratrice jeunesse.